# Matt Langridge
Matthew Keir ("Matt") Langridge (Northwich, 20 mei 1983) is een Brits roeier. Langridge maakte zijn debuut met een negende plaats in de dubbel-vier tijdens de 2003. Een jaar later werd Langridge achtste in de dubbel-twee tijdens de Olympische Zomerspelen 2004. Tijdens de wereldkampioenschappen roeien 2007 behaalde Langridge zijn eerste medaille op een mondiaal toernooi met de bronzen medaille in de twee-zonder-stuurman. Een jaar later won Langridge tijdens de Olympische Zomerspelen 2008 de zilveren medaille in de acht achter de Canadezen. Tijdens de wereldkampioenschappen roeien 2009 werd Langridge voor de eerste maal wereldkampioen in de vier-zonder-stuurman. Twee jaar later heroverde Langridge de titel in de vier-zonder-stuurman tijdens de Wereldkampioenschappen roeien 2011. Tijdens de Olympische Zomerspelen 2012 in zijn vaderland behaalde Langridge de bronzen medaille in de acht. Vier jaar later werd Langridge olympische kampioen in de acht in Rio de Janeiro.

## Resultaten
- Wereldkampioenschappen roeien 2003 in Milaan 9e in de dubbel-vier
- Olympische Zomerspelen 2004 in Athene 8e in de dubbel-twee
- Wereldkampioenschappen roeien 2005 in Kaizu 7e in de dubbel-vier
- Wereldkampioenschappen roeien 2006 in Eton 5e in de acht
- Wereldkampioenschappen roeien 2007 in München  in de twee-zonder-stuurman
- Olympische Zomerspelen 2008 in Peking  in de acht
- Wereldkampioenschappen roeien 2009 in Poznań  in de vier-zonder-stuurman
- Wereldkampioenschappen roeien 2010 in Cambridge 4e in de vier-zonder-stuurman
- Wereldkampioenschappen roeien 2011 in Bled  in de vier-zonder-stuurman
- Olympische Zomerspelen 2012 in Londen  in de acht
- Wereldkampioenschappen roeien 2013 in Chungju 9e in de dubbel-twee
- Wereldkampioenschappen roeien 2014 in Amsterdam  in de twee-zonder-stuurman
- Wereldkampioenschappen roeien 2015 in Aiguebelette-le-Lac  in de twee-zonder-stuurman
- Olympische Zomerspelen 2016 in Rio de Janeiro  in de acht

1900: Carr & DeBaecke & Exley & Geiger & Hedley & Juvenal & Lockwood & Marsh & Abell ·
1904: Cresser & Gleason & Schell & Flanagan & Armstrong & Lott & Dempsey & Exley & Abell ·
1908: Gladstone & Kelly & Johnstone & Nickalls & Burnell & Sanderson & Etherington-Smith & Bucknall & Maclagan ·
1912: Burgess & Swann & Wormald & Horsfall & Gillan & Garton & Kirby & Fleming & Wells ·
1920: Jacomini & Graves & Jordan & Moore & Sanborn & Johnston & Gallagher & King & Clark ·
1924: Carpenter & Kingsbury & Lindley & Miller & Rockefeller & Sheffield & Spock & Wilson & Stoddard ·
1928: Stalder & Brinck & Frederick & Thompson & Dally & Workman & Caldwell & Donlon & Blessing ·
1932: Salisbury & Blair & Gregg & Dunlap & Jastram & Chandler & Tower & Hall & Graham ·
1936: Morris & Day & Adam & White & McMillin & Hunt & Rantz & Hume & Moch ·
1948: I. Turner & D. Turner & Hardy & Ahlgren & Butler & Brown & Smith & Stack & Purchase ·
1952: Shakespeare & Fields & Dunbar & Murphy & Detweiler & Proctor & Frye & Stevens & Manring ·
1956: Charlton & Wight & Cooke & Beer & Esselstyn & Grimes & Wailes & Morey & Becklean ·
1960: Rulffs & Schröder & F. Schepke & K. Schepke & von Groddeck & Hopp & Bittner & Lenk & Padge ·
1964: J. Amlong & T. Amlong & Budd & Clark & Cwiklinski & Foley & Knecht & Stowe & Zimonyi ·
1968: Meyer & Schreyer & Henning & Hottenrott & Ulbricht & Hirschfelder & Siebert & Ott & Tiersch ·
1972:  Hurt & Veldman & Joyce & Hunter & Wilson & Earl & Coker & Robertson & Dickie ·
1976: Baumgart & Döhn & Klatt & Lück & Wendisch & Kostulski & Karnatz & Prudöhl & Danielowski ·
1980: Krauß & Koppe & Kons & Friedrich & Doberschütz & Karnatz & Dühring & Höing & Ludwig ·
1984: Turner & Neufeld & Evans & Main & Steele & Evans & Crawford & Horn & McMahon ·
1988: Maennig & Möllenkamp & Mellinghaus & Schultz & Wessling & Eichholz & Domian & Rabe & Klein ·
1992: Wallace & Robertson & Forgeron & Barber & Marland & Rascher & Crosby & Porter & Paul ·
1996: Zwolle & Simon & Bartman & Maasdijk & Van der Zwan & Van Steenis & Florijn & Rienks & Duyster ·
2000: Lindsay & Hunt-Davis & Dennis & Attrill & Grubor & West & Scarlett & Trapmore & Douglas ·
2004: Read & Allen & Ahrens & Hansen & Deakin & Beery & Hoopman & Volpenhein & Cipollone ·
2008: Light & Rutledge & Byrnes & Wetzel & Howard & Seiterle & Kreek & Hamilton & Price ·
2012: Adamski & Kuffner & Johannesen & Reinelt & Schmidt & Müller & Mennigen & Wilke & Sauer ·
2016: Durant & Ransley & Triggs Hodge & Gotrel & Reed & Bennett, Langridge & Satch & Hill ·
2020: Mackintosh & Bond & Murray & Brake & Williamson & Wilson & Kirkham & Macdonald & Bosworth ·
2024: Bolding & Carnegie & Gibbs & Ford & Dawson & Elwes & Digby & Rudkin & Brightmore